# Allemant (Aisne)
Allemant es una comuna francesa, situada en el departamento de Aisne, de la región de Alta Francia.

## Demografía
| 150 | 137 | 126 | 128 | 136 | 117 | 164 | 176 |
| Para los censos de 1962 a 1999 la población legal corresponde a la población sin duplicidades (Fuente: INSEE [Consultar]) |     |     |     |     |     |     |     |